# Pavel Šámal
Pavel Šámal (ur. 24 września 1953 w Náchodzie) – czeski prawnik, profesor prawa karnego, od 2015 prezes Sądu Najwyższego Czech.

## Życiorys
Pavel Šámal jest absolwentem Wydziału Prawa Uniwersytetu Karola w Pradze, gdzie w 1977 obronił doktorat. W 2001 został mianowany profesorem nadzwyczajnym prawa karnego, po czym w 2006 otrzymał prezydencką nominację na stanowisko profesora prawa karnego, kryminologii i kryminalistyki. Pełni funkcję profesora prawa kryminalnego na Wydziale Prawa Uniwersytetu Komeńskiego w Bratysławie i na Wydziale Prawa Uniwersytetu Karola w Pradze. Wykłada ponadto w Katedrze Prawa Karnego Akademii Policji Czech w Pradze, Akademii Sądowej Czech w Kromieryżu oraz Akademii Sądowej Słowacji w Pezinok.
W 1979 rozpoczął pracę w Sądzie Rejonowym w Moście jako przewodniczący składu sędziowskiego, a od 1982 pełnił stanowisko sędziego w Sądzie Rejonowym w Uściu nad Łabą. W 1991 otrzymał nominację na sędziego Sądu Najwyższego. Od 1993 był przewodniczącym Wydziału Prawa Karnego Sądu Najwyższego i pracował w dziale legislacyjnym Ministerstwa Sprawiedliwości, gdzie współtworzył ważne zmiany legislacyjne w prawie karnym. Ponadto wchodził w skład Rady Legislacyjnej Rządu Czech i współtworzył czeskie czasopisma prawniczeː Právní rozhledy, Bulletin advokacie, Soudní rozhledy, Trestněprávní revue. Był także członkiem Międzynarodowego Stowarzyszenia Prawa Karnego, specjalnej komisji, której zadaniem było zapewnienie integracji instytucjonalnej Czech w Unii Europejskiej, Rady Naukowej Wydziału Prawa Uniwersytetu Masaryka w Brnie i Rady Naukowej Uniwersytetu Karola w Pradze.
Jego żona Milada Šámalová jest sędzią Sądu Najwyższego od 2003.